# Wegkreuz (Arnshausen, Datzenbrunnenstraße)

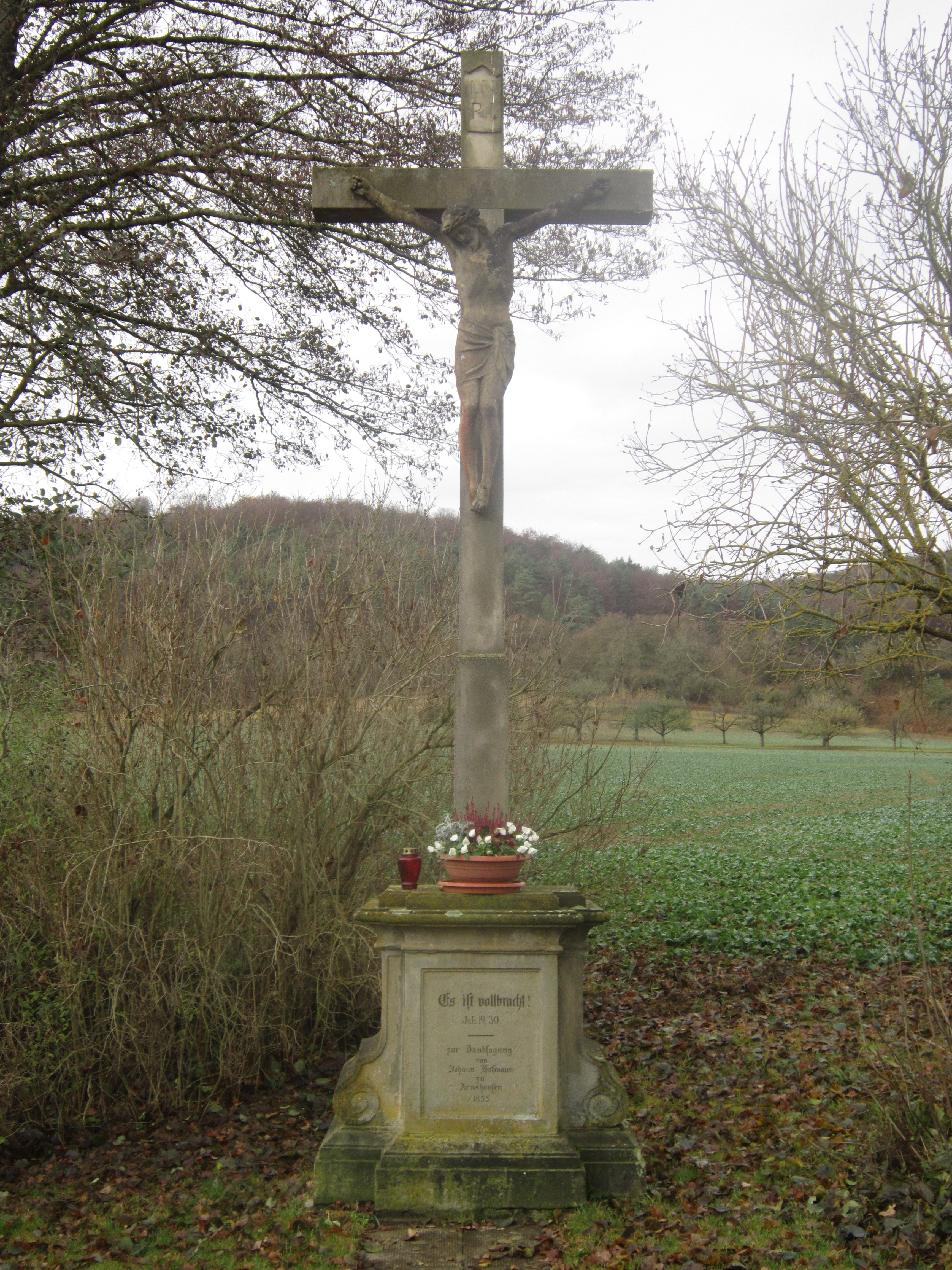
Kruzifix, Datzenbrunnenstraße, Arnshausen

Das Kruzifix in der Datzenbrunnenstraße befindet sich in Arnshausen, einem Stadtteil von Bad Kissingen, der Großen Kreisstadt des unterfränkischen Landkreises Bad Kissingen. Er gehört zu den Bad Kissinger Baudenkmälern und ist unter der Nummer D-6-72-114-163 in der Bayerischen Denkmalliste registriert.

## Beschreibung
Das Kruzifix aus Sandstein steht auf dem Weg zum Terzenbrunn und entstand laut Stiftungsinschrift im Jahr 1855. Der vielgegliederte Sockel ist 125 cm hoch und schwingt in seitlichen Voluten aus. Die Vorderseite des Sockels trägt folgende Inschrift:

„Es ist vollbracht

 (Joh 19,30 )

zur Danksagung von

Johann Hoffmann

zu Arnshausen 1855“

Das Kruzifix stand ursprünglich weiter östlich auf dem gleichen Weg zwischen zwei Eschen und wurde bei einer Restaurierung im Jahr 1977 am heutigen Standort aufgestellt. Die Inschrift auf der Rückseite des Sockels bezieht sich auf die Restaurierung:

„Zur Ehre Gottes

und zum

Wohl der Gemeinde

Restauriert 1977 F. Borst

LB
“

Die Initialen „LB“ stehen für Ludwig Bauer aus Aschach, der die Restaurierung ausgeführt hat.